# Топо ди Шошо (Потенца)
Топо ди Шошо (итал. Toppo di Scioscio) је насеље у Италији у округу Потенца, региону Базиликата.
Према процени из 2011. у насељу је живело 97 становника. Насеље се налази на надморској висини од 963 м.